# كوستاريكا في الألعاب الأولمبية
كوستاريكا في الألعاب الأولمبية تقوم اللجنة الأولمبية الكوستاريكية بالإشراف في شؤون مشاركة كوستاريكا في الألعاب الأولمبية، شاركت كوستاريكا أول مرة في الألعاب الأولمبية في دورة 1936 في برلين في ألمانيا، وقد تمكنت كوستاريكا من الفوز ب4 ميداليات وهي 1 ذهبية و1 فضية و2 برونزية.
في الألعاب الأولمبية الشتوية شاركت كوستاريكا أول مرة في دورة 1980 في ليك بلاسيد في الولايات المتحدة ولم تفز حتى الآن بأي ميدالية في هذه الألعاب.